# Capo di stato maggiore
Il capo di stato maggiore è, in ambito militare, l'incarico riservato all'ufficiale posto a capo dello  Stato Maggiore, organizzazione di vertice cui è affidato il compito di tradurre in pratica le decisioni del comandante in capo, redigendo gli ordini e verificando che le operazioni si sviluppino come pianificato.

## Forza Armata
Il capo di stato maggiore di una Forza armata, di solito un Generale di corpo d'armata, per svolgere tale compito si avvale dello Stato Maggiore, posto alle sue dipendenze gerarchiche, e consegue l'obiettivo attraverso la pianificazione, il coordinamento e il controllo delle azioni tattiche sviluppate dalle unità dipendenti. 
Per motivi tradizionali il comando di una forza armata comando è assunto dal Capo di stato maggiore, mentre alla guida dello stato maggiore (inteso come staff) è posto un ufficiale generale, diversamente denominato secondo i paesi, in Italia sottocapo di stato maggiore. Tale eccezione è dovuta al fatto che in passato il comando effettivo degli eserciti era esercitato in prima persona dal sovrano. Questi, però, non avendo spesso grande esperienza militare, si affidava frequentemente al capo di stato maggiore, che, di fatto, diventava il comandante vero e proprio. In Italia differisce il Capo di stato maggiore dell'Arma dei Carabinieri, che non è al vertice della forza armata, a cui è posto invece il comandante generale, di cui è il capo dello staff.
Al giorno d'oggi ai capi di Stato è riservato solo il comando politico delle forze armate, che lo esercitano in base alle regole costituzionali di ciascun paese. Tuttavia nelle repubbliche presidenziali il potere esecutivo è solitamente esercitato da capo di Stato e non collegialmente dal governo. Considerando che spetta al potere esecutivo la nomina e la destituzione dei capi di stato maggiore, nonché l'emanazione degli indirizzi generali ai quali questi devono attenersi nella condotta delle operazioni militari, in tali repubbliche il presidente tende ad assumere di fatto il ruolo di comandante effettivo.
Ormai da tempo è prevista in quasi tutti i paesi anche la figura del capo di stato maggiore della difesa, dal quale dipendono gerarchicamente i singoli capi di stato maggiore di Forza armata.

## Grande unità
Lo Stato Maggiore è previsto anche nell'ambito delle "grandi unità", in genere a partire dal livello di brigata in su. Il capo di SM affianca il comandante e, qualora non sia prevista la figura del vicecomandante, può esercitarne la funzione. Di solito ha il grado di ufficiale superiore, ma nelle grandi unità può giungere anche al grado di Generale di brigata.